# Lampertswalde
Lampertswalde är en kommun och ort i Landkreis Meissen i förbundslandet Sachsen i Tyskland. Kommunen har cirka 2 500 invånare.
Kommunen ingår i förvaltningsområdet Schönfeld tillsammans med kommunen Schönfeld.